# Ankair
Anka Air (im Außenauftritt Ankair, zuvor World Focus Airlines) war eine türkische Charterfluggesellschaft mit Sitz in Istanbul und Basis auf dem Flughafen Istanbul-Atatürk.

## Geschichte

Logo der World Focus Airlines

Die Gesellschaft wurde am 27. September 2005 als World Focus Airlines gegründet und nahm den Flugbetrieb mit 2 Airbus A310 auf. Wegen der negativen Schlagzeilen nach dem Absturz von Atlasjet-Flug 4203 am 30. November 2007, der von World Focus Airlines durchgeführt wurde, änderte die Gesellschaft ihren Namen in Anka Air und führte die Marke Ankair im Februar 2008 ein. Anka stellt einen Bezug zu dem türkischen Wort für Phoenix her (anka kuşu).
Im Juli 2008 stellte die Ankair den Flugbetrieb ein, da ihre Betriebslizenz von der türkischen Luftfahrtbehörde zurückgezogen wurde. Grund war eine vorgeschriebene Mindestgröße der Flotte von drei Flugzeugen.

## Flugziele
Anka Air führte Charterflüge in Europa und im Nahen Osten durch.

## Flotte
(Stand: April 2008)
- 2 McDonnell Douglas MD-83

## Zwischenfälle
- Am 30. November 2007 wurde eine McDonnell Douglas DC-9-83/MD-83, die für Atlasjet (der heutigen AtlasGlobal) betrieben wurde, kurz vor der Landung auf dem Süleyman Demirel Flughafen in Isparta gegen einen Berg geflogen. Beim Absturz kamen alle 57 Personen an Bord ums Leben.